# Gaj (Vrbovec)
Gaj is een plaats in de gemeente Vrbovec in de Kroatische provincie Zagreb. De plaats telt 418 inwoners (2001).